# Schwanzloses Flugzeug

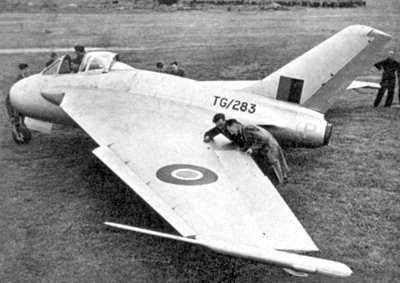
Schwanzloses Flugzeug De Havilland DH.108 Swallow

Schwanzlose Flugzeuge sind Flugzeuge, die außer ihrer Haupttragfläche keine weiteren horizontalen Flächen besitzen. Im Unterschied zu einem „normalen“ Flugzeug oder einem Canard besitzen sie kein separates Höhenleitwerk. Durch diese konstruktiven Unterschiede unterscheiden sich ihre Stabilitätseigenschaften deutlich von denen normaler Flugzeuge.

## Beschreibung

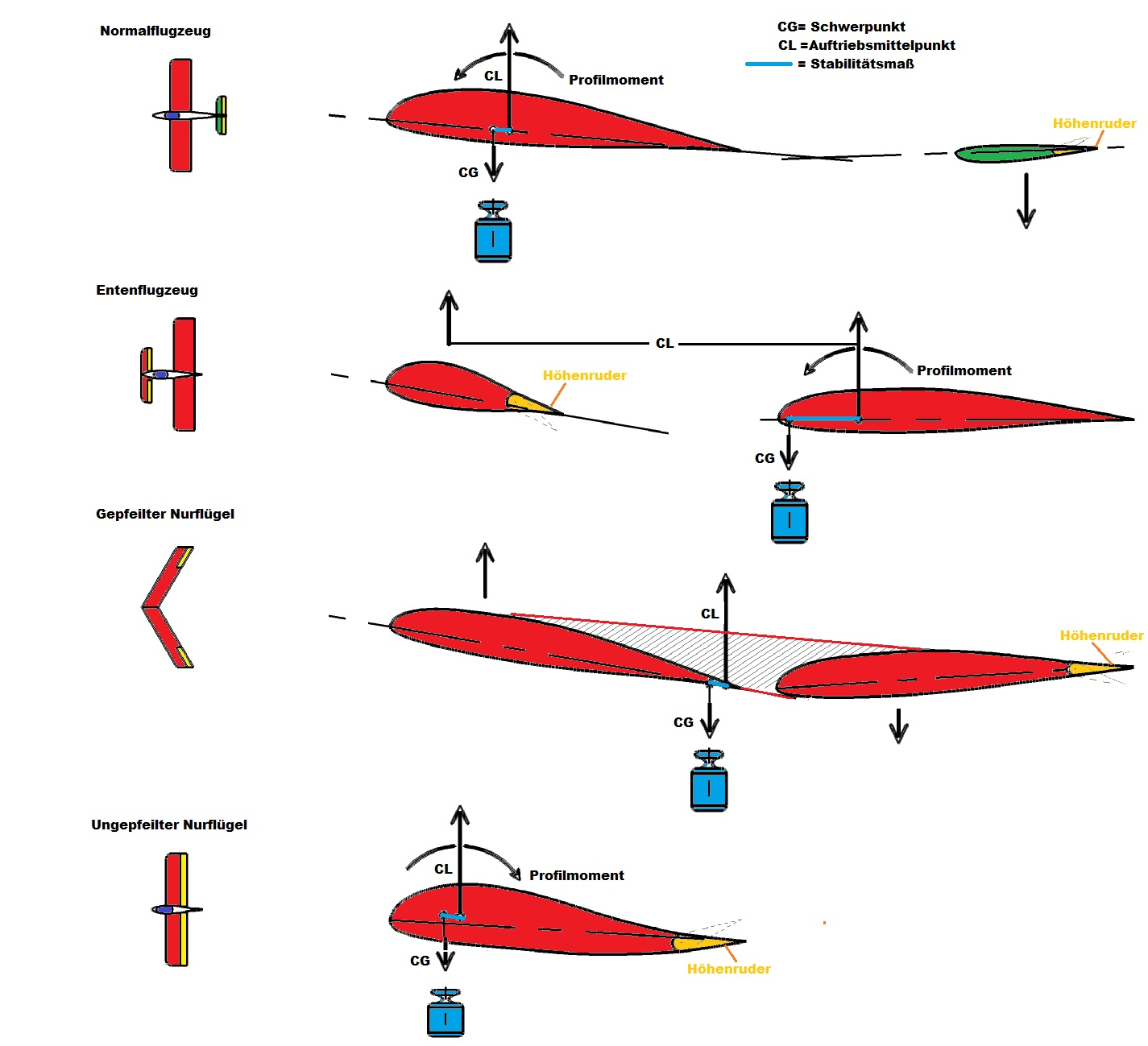
Aerodynamische Stabilität um die Querachse

Bei konventionellen Flugzeugen sind üblicherweise zwei horizontale aerodynamische Flächen hintereinander angeordnet. Zusätzlich zur Tragfläche verfügen sie über ein Höhenleitwerk. Entenflugzeuge haben ein Canard und Tandemflügel eine weitere Tragfläche. Bei diesen Flugzeugkonfigurationen wird die Längsstabilität über das Zusammenspiel dieser beiden Flächen erreicht.
Da schwanzlose Flugzeuge lediglich über eine Tragfläche verfügen, muss diese Stabilität auf andere Weise sichergestellt werden. Hierfür gibt es verschiedene Möglichkeiten:
- Gepfeilte Flügel mit Schränkung. Hier weisen die äußeren Flügelenden einen geringeren Anstellwinkel als der Mittelteil des Flügels auf. In Kombination mit der Flügelpfeilung, wodurch die Flügelenden weiter hinten liegen, wird ein ähnlicher Effekt wie bei einem separaten Höhenruder erreicht, z. B. Horten H IV.
- Spezielle Profile (S-Schlag-Profil) erzeugen aufgrund ihrer Form ein positives (aufrichtendes) Nickmoment, welches ein Höhenleitwerk überflüssig macht (z. B. Helios). Mischformen beider bisher genannten Möglichkeiten sind möglich.
- Aktive Regelung der Längsbewegung. Hier übernehmen Regler, heute üblicherweise Flugkontrollrechner, die Stabilisierungsaufgabe und stellen die aerodynamischen Steuerflächen so, dass ein kontrollierbarer Geradeausflug erreicht wird, z. B. Northrop B-2.
- Der Schwerpunkt liegt deutlich tiefer als der aerodynamische Druckpunkt. Dabei wird die Stabilisierung durch den großen Abstand der Angriffspunkte von aerodynamischen und Gewichtskräften erreicht, z. B. Paraglider.

## Sonderfälle
- Ein Sonderfall der schwanzlosen Flugzeuge sind Nurflügler, die lediglich aus einem Flügel bestehen. Sie besitzen weder Rumpf noch Leitwerke. Im Parallelartikel „Nurflügler“ werden auch die technischen und aerodynamischen Gegebenheiten der schwanzlosen Bauweise detailliert beschrieben.
- Eine weitere spezielle Ausführung des schwanzlosen Flugzeug ist der Deltaflügel. Hierbei weist die Flügelvorderkante eine starke Pfeilung auf, während die Hinterkante nahezu gerade ist. Diese Konfiguration findet man häufig bei überschallschnellen Flugzeugen, zum Beispiel bei der Concorde oder in der militärischen Luftfahrt.
- Eine dritte Sonderform können Kreisflügler und Fluggeräte extrem geringer Streckung sein, sofern sie über kein separates Höhenleitwerk verfügen. Auch die seltenen Ringflügel z. B. Lee-Richards Annular Monoplane können Schwanzlos sein.
- Normalerweise sind Schwanzlose als Eindecker ausgelegt, in Einzelfällen gibt es auch Konfigurationen mit zwei Tragflächen, die dann jedoch als Doppeldecker ausgeführt sind (z. B. Burgess-Dunne AH-7). Sind die Tragflächen eines schwanzlosen Doppeldeckers in Flugrichtung versetzt, entsteht eine Mischform zwischen Schwanzlosem Flugzeug und Tandemflugzeug. Ein Beispiel hierfür ist das Ultraleichtflugzeug Sunny.

## Ausgewählte Beispiele
Bisher wurden etwa 300 schwanzlose Konstruktionen gebaut, Hängegleiter und Gleitschirme nicht eingerechnet.
Eine vollständige Auflistung findet sich unter Liste von schwanzlosen Flugzeugen
- AeroVironment Pathfinder
- Armstrong Whitworth AW 52
- Arup S2 „Flying Pancake“
- Avro Vulcan
- Boeing X-32
- Bright Star Gliders „Swift“
- Burgess-Dunne AH-7
- Chance Vought F7U „Cutlass“
- Convair B-58 „Hustler“
- Cornelius XFG-1
- Dassault Mirage 3/5
- De Havilland DH.108 Swallow
- Douglas F4D „Skyray“
- Etrich Taube
- Fauvel AV.36
- General Aircraft GAL.56
- General Dynamics F-16 XL/XLE
- Gotha Go 147
- HAL Tejas
- Handley Page H.P.75 „Manx“
- Horten H IV
- Horten IX V2 (Jet)
- Kalinin K-12 oder BS-2
- Kayaba Ku-2
- Kayaba Ku-13 / Yokosuka MXY-8 „Akikusa“
- Lee-Richards Annular Monoplane
- Lippisch Deltas 1 und 3
- Lippisch DFS 39
- Lippisch DFS 40
- Lippisch DFS 194
- Lippisch DM-1
- Lippisch/Messerschmitt Me 163B „Komet“ und Me 163S
- Lockheed YF-12 und Lockheed SR-71 „Blackbird“
- Marske „Pioneer 2“
- Marske „Pioneer 3“
- Mattlehner/Panek PUL-10
- Mihail „Stabiloplan IV“
- Mikojan-Gurewitsch MiG-21-11 Analog
- Northrop B-2 „Spirit“
- Northrop N-9M
- Northrop YB-35
- Payen AP10 „Uniplan“
- Ryan X-13 „VertiJet“
- Saab 35 „Draken“
- Sud Aviation/British Aircraft Corporation „Concorde“
- Tscheranowski BITsch-3
- Tscheranowski BITsch-7
- Tupolew Tu-144
- Waterman „Aerobile“ und „Arrowplane“
- Weltensegler GmbH „Baden-Baden Stolz“
- ZAGI/Beljajew DB-LK
- ZAGI/BOK-5